# Oxandra lanceolata
Oxandra lanceolata là loài thực vật có hoa thuộc họ Na. Loài này được (Sw.) Baill. mô tả khoa học đầu tiên.